# アイドライジング!
『アイドライジング!』（IDO-LISING）は、広沢サカキによる日本のライトノベルである。電撃文庫（アスキー・メディアワークス）より2011年2月から2012年3月まで刊行された。イラストはCUTEGが担当している。第17回電撃小説大賞金賞受賞作。『このライトノベルがすごい！』作品部門では2012年版で9位を獲得している。「みんなで選ぶベストラノベ2011」では総合部門で4位、新人部門で6位をそれぞれ獲得している。
電撃文庫MAGAZINEと電撃萌王の2誌にて小説が連載。メディアミックスとして、電撃G'sコミックにて2本のコミカライズが連載された。

## ストーリー
科学技術が発展した近未来の日本。そこでは、アイドライジングと呼ばれるものが人気を博していた。それは、各企業の科学技術の枠を集めて作られたバトルドレスに身を包み、アイドルたちが戦うステージで、人々から熱い支持を得る一大エンターテイメントである。
そんなアイドライジングに飛び込んだ少女、アイザワ・モモ。彼女はとある理由から、アイドライジングに勝利することで出る賞金を求めていた。若手女性プロデューサーのオウダ・サイと共に、恵まれた体躯とひたむきさを武器に、アイドライジングでの戦いに挑む。

## 登場人物
声は電撃文庫MAGAZINEVol.18付録「豪華声優陣×第17回電撃小説大賞コラボCD」における声優。

### 株式会社ミニテックス　アイドル事業担当キムラ別室
モモが所属する会社。その一部署で、アイドライジングへの活動が行われている。
アイザワ・モモ
声 - 喜多村英梨
使用バトルドレス：トリックアーツ、ヘヴンスター（一時的に）
必殺技：不明（トリックアーツ）、ワンダーベル（ヘヴンスター）
この物語の主人公で、ミニテックス所属のアイドル。物語開始時点では15歳。血液型B型。身長181cmの高身長と長い手足、故郷の牧場で鍛えた肉体と高い身体能力が武器である。何に対しても真面目で、明るい性格。単純な部分もあるが、それが魅力的に見える場面も多い。
使用バトルドレスは“トリックアーツ”。衝撃吸収に優れた素材で作られている防御重視のバトルドレスで、特性は試合中に一度だけ発揮されるアクセルスマッシュの無効化である。また、とある事情から参加したエリザベスマッチ予選では、タキから借りた、ある限定的な時間において疑似的な超加速状態を作り出すバトルドレス“ヘヴンスター”を使用した。
とある理由から72万円を欲しており、それが一夜で手に入るアイドライジングのオーディションに参加するも、遅刻してしまう。その際に出会ったユウガクに見初められ、ぶっつけ本番でアイドライジングの世界に飛び込む。デビュー当初はアイドライジングに対しての知識も動機づけも不十分で、目先の勝敗に一喜一憂していたが、同じアイドライジングで戦う仲間たちとの交流を通して、「みんなを笑顔にする」ために戦う、という自分なりの意義を見つけ出す。
プロデューサーとして二人三脚の日々を送るオウダ・サイには、おんぶにだっこの状態であり、スキンシップも含めて実に仲が良い。ただし、先輩アイドルのタキ・ユウエンによる過剰なアプローチには毎回困惑しているが、いくつかの出来事もあって、タキに対しての感謝と信頼の想いは強い。ハセガワ・オリンとは、鳴谷鶯高校での同級生としての日々を送る。
オウダ・サイ
声 - 川澄綾子
モモのアイドル活動を支える若手女性プロデューサー。自身もモモが初の担当である。140cmに満たない低身長（小学生がスーツを着たようだ、と表現されている）である。幼いころからアイドライジングに憧れ、幾つもオーディションを受けたが落選、その際に出会ったユウガクに「低身長ではアイドライジングでは通用しない」と告げられ、プロデューサーとしてアイドライジングに関わる道を選ぶ。試合の戦術面においても、よくアドバイスを送る。モモにとっては大事なパートナーであり、相談相手である。真面目な性格のため、タキの奔放で変態的なアプローチからモモを守るのも役目であるが、当の本人は、入浴や就寝時といったはだけるところでは、モモにおもちゃにされている。
キムラ・ユウガク
声 - うえだゆうじ
アイドル事業担当木村別室　室長。一見すると軟派な外見の中年男だが、その実やり手として、業界では知られているようである。ラネイド代表のウダガワとも面識があり、ウダガワはユウガクを“相変わらずの狸っぷり”と評している。オーディションに遅刻したモモをその場で採用するなど、常識にとらわれない方法でモモを導くが、冷静な判断力も持ち合わせている。サイとモモの相性の良さも予測したうえで組ませ、アイドライジングにおける予想外の活躍を実現させた。マツリザキ・エリーや伝説的存在スイレンドウ・ハナらとも因縁浅からぬ関係が示唆されており、様々な人物との繋がりを持っている。

### ラネイド
ウダガワ曰く、アイドル代行会社。自前でアイドルを養成するだけの余裕がない企業に、アイドルを派遣する会社である。現在の社員は、代表であるウダガワのみ。
ハセガワ・オリン
声 - 阿澄佳奈
使用バトルドレス：フェアリーテイル（原作、オリンライジング！）、真夜中の夏の悪夢（ミッドサマー・ナイツ・ナイトメア）（オリンライジング！）
必殺技：ハニーホークス（フェアリーテイル）、ブラックハニーホークス（真夜中の夏の悪夢）
ラネイド所属のアイドル。身長145cm、B型。誕生日は9月14日。黒髪ストレートの映える美少女。使用バトルドレスは“フェアリーテイル”。斥力を用いた空中浮遊能力を持つ。
元々はミニテックスのオーディションを受けにきたが、ユウガクがその対象を突然モモに変更したため、あえなく追い出されてしまう。その後、ラネイドを訪れるが、ウダガワの風貌と会社の実態に絶句するも、バトルドレス“フェアリーテイル”やラネイドにあるコハクのなゆたの漫画に興味を持ち、そのままラネイドに籍を置く。物語冒頭では猫を被ったような態度をとっていたが、徐々に本性を現す。ラネイドでの日々で完全に地が出ており、普段のアイドル活動でもそれが現れている。弱小会社であるラネイドでは正攻法は無意味と考えたウダガワによって、モモvsエリー戦に乱入するという形でアイドライジングに衝撃的デビューを果たすが、詰めの甘さを露呈し、観客の失笑を買う。その後もギャグ的存在となってしまっているが、あくまで本人はその立ち位置に納得はしていない様子。
鳴谷鶯にてモモと同クラスとなり、共に学園生活を送る。当初の経緯もあってモモには普段冷たかったが、タッグマッチを契機に絆が芽生えつつある。
電撃文庫MAGAZINEや電撃G's magazineに掲載されている外伝作品では主人公である。
特にG's magazineに掲載されている『アイドライジング！外伝 オリンライジング！』では、原作に登場しないオリジナルのバトルドレス“真夜中の夏の悪夢”も登場するほど優遇されている。
ウダガワ・ジュンイチ
ラネイド代表であり、ただひとりの社員でもある男。小太りで流行に無頓着な恰好、オフィスにはアニメや特撮のフィギュアを所狭しと並べている、典型的なオタク。資本力も宣伝力もないラネイドを生き残らせるために、オリンのポテンシャルに期待している。気の強いオリンのワガママっぷりや鉄拳制裁にも笑顔で応じるが、ウダガワ自身もオリンに結構な無茶をさせている。相性は良く、共通の話題が見つかると話が長くなる。ユウガクとは旧知の仲であるようだ。

### 桐浜電気鉄道株式会社（桐浜電鉄）
アイドライジングの舞台である海上都市ニライカナイの交通網の一つ、リニアトレインを運行する鉄道会社。鉄道運行に必要なエネルギーも自前で賄っており、それはニライカナイ内のゴミ焼却処理場から出る電力によって実現している。タキ・ユウエンのスポンサーである。
タキ・ユウエン
使用バトルドレス：ナイトライダー
必殺技：ブリリアントデザイア
桐浜電鉄所属のアイドル。身長163cm、血液型O型。“オペラ・オービット”の一角を担う実力者。使用バトルドレスは“ナイトライダー”。流体磁石を用いたリニア移動によって超加速を実現する。
強いプロ意識を持ち、舞台の上では自身が「ヒール」の役割を担っていることを意識して振る舞っている。また、作中・外伝を問わず仕事の描写が多く、モモに仕事を紹介することもある。モモの初めての対戦相手（勝利相手）であり、先輩である。しかしひとたびアイドライジングを離れると、モモを求めてどこにでも現れる、少々危険な存在と化す。いわゆる百合の域をも超える勢いでモモに迫り、その度にモモに恐れられ拒否されているが、全く挫けない。モモを大事に思う気持ちは本物であり、モモがオリンと仲違いした時や、自身の立ち位置に迷いを見せたときなどは、陰日向において支えている。登場アイドルの中でも先輩的立ち位置であり、ムラサメ・キジョウやマツリザキ・エリーとも親交が深い。

### 株式会社ウタキ
マツリザキ・エリーが所属する企業。ニライカナイを守る、高度な気象予測システムを開発、運営する会社。
マツリザキ・エリー
使用バトルドレス：享楽天（きょうらくてん）
必殺技：巡花芳亭（じゅんかほうてい）
“オペラ・オービット”の一角にして、現在アイドライジング三連覇中である、現役最強のアイドル。身長151cm、血液型AB型。誕生日は12月1日。使用するバトルドレスは“享楽天”。過去の数十万にも及ぶアイドライジングの試合パターンを蓄積、分析し、試合中にリアルタイムで対応策を導き出すというもの（サイ曰く、未来予知）。
あらゆる詰め手を封殺して、必殺技でトドメを刺す瞬殺による勝ちパターンで、いくつもの勝利を重ねてきた。美食家の面を持ち、彼女の評価次第で売り上げが大きく変わるため、多くの企業が彼女に美食を提供する。それは彼女が通う鳴谷鶯でも同じことであり、昼食の時間は大変なにぎわいを見せる。彼女自身もその財力を活かし、気に入った農場、牧場、漁場を買収している。
大晦日の特別試合を巡るモモとの交流で、彼女に秘められた過去、アイドライジングで戦い、勝ち続ける理由が明らかになる。

### 株式会社クオリアル
電子機器製作を主体としたエレクトロニクス企業。
ムラサメ・キジョウ
使用バトルドレス：灯拳饗（とうげんきょう）
必殺技：酔鬼落宴（すいきらくえん）
常に好成績を挙げ続け、エリーに次ぐ若さの17歳でオペラ・オービットの座についた少女。ムラサメ流古武術師範代であり、本物の武道家。使用するバトルドレスは“灯拳饗”。空間に特殊映像を映し出し、幻のパンチを見せるというもの。本人の高い格闘センスと相まって、打撃を防御するのは困難である。
本来は物静かな性格であるが、バトルにおいては妥協しない性格（タキ曰く“ガッチガチのガチバトル派”）であり、未だ心に迷いを見せていたモモを叩きのめした。オペラ・オービットの一員であり先輩でもあるタキ・ユウエンとの試合を心待ちにしており、それが流れてしまった原因のひとつでもあるモモには、特に激しい感情をぶつけた。しかし、このキジョウとのバトルで、モモはアイドライジングに新たな意味を見出していくことになる。
胸部にコンプレックスを持ち、マッサージなどで大きくしようと試みている。
オリンライジング！では、タキに好意を寄せており、タキの言った嫌いじゃないを好きと脳内変換して、鼻血を出している。

### 七岡製薬
製薬会社。ミジョウ・レンゲのバトルドレスを開発した。
ミジョウ・レンゲ
使用バトルドレス：ウィスパーキス
新人賞の座を賭けて、モモと対戦した。普段は不思議系アイドルを演じているが、普段は大阪弁を口にする。時折浮かべる笑みに、狡猾さと不気味さを覗わせる。
使用するバトルドレスは“ウィスパーキス”。触れた相手を痺れさせる効果（正確には相手のバトルドレスに痺れのような電気刺激を与え続ける）を持つ。これによりアクセルスマッシュを使わずとも相手を追い込み勝利を収めることができる。モモのようにカウンター主体で（防御主体で相手の出方を窺って）戦うスタイルには一番不向きな相手である。
オリンライジング！では、同じ折に七岡製薬で面接したオリンを嘲笑した。また、ユウゼンジ・アレコとの試合では卑怯弾により目がかゆみ、敗北している。

### 宮条ハウス
“ツインズヒール”ユウゼンジ・アレコ&ナギコ
使用バトルドレス：コバルトマグナム（ナギコ）、スカーレットイージス（アレコ）
必殺技：マリンパニッシャー（コバルトマグナム）、ルージュマイン（スカーレットイージス）
鳴谷鶯2年の双子の姉妹。アレコが姉で、ナギコが妹。アレコはバトルドレス"スカーレットイージス"による格闘戦、ナギコはバトルドレス“コバルトマグナム”（デザインは姉妹共通でチャイナドレス）による銃撃主体の戦法をとる。スカーレットイージスは特殊ガラスを出現させ瞬間的に加工することにより、透明な防御壁を作り出す。コバルトマグナムには「卑怯弾（実態は香辛料の粉）」が装填されており、相手を行動不能に陥れる。双子ならではのコンビネーションで互いに敵を牽制し合い、相手を倒す。タッグマッチにおいては勝率9割を誇る。

### その他登場人物
ウルシダニ・ユカリ
使用バトルドレス：スティールスパイダー
必殺技：『マリア』ガ眠ル懺悔の棺（ヘヴンズテリトリー）
錦鉄工株式会社に勤務するアイドルで、来年度のオペラ・オービットの一人。アイドルとしては最年長であり、アイドルの中で最も胸が大きいと言われている。オペラ・オービットの面々に親睦会を開こうと提案している。文面からはやけに腰の低い性格が見て取れるが、酒癖が酷くタキからは飲みに誘われなかったり、エリーにメールでしつこく飲みの誘いをするも、無視されている。
普段は根暗の機械オタクだが、バトルドレス“スティールスパイダー”を身に着けると性格が急変する。
ホダ・ミハル
シブースト・エアラインの一人。ツバキ同様、オペラ・オービット争いの常連だった。
レンドウ・ツバキ
シブースト・エアラインの一人。ミハル同様、オペラ・オービット争いの常連だった。
スイレンドウ・ハナ
かつて、アイドライジング五連覇という偉業を達成し電撃引退、表舞台から姿を消した伝説のアイドル。サイとエリーは、モモにその姿を重ねている。ユウガクやエリーに深く関わっている。

## 用語
アイドライジング
近未来の日本で行われている、超巨大エンターテイメント。動員人数、収益、運用金額など、あらゆる面において日本最大規模を誇る。海面都市ニライカナイをメインに、スタジアムにおいて“アイドル”と呼ばれる少女たちが、バトルドレスと呼ばれるコスチュームに身を包み、格闘技のようなバトルを繰り広げる。勝利条件は、各々が持つ必殺技「アクセルスマッシュ」で、相手よりも先に決定打を与えることである。各企業がバトルドレスに注ぐ高度な技術力と、美少女達が夢と意地を賭けて戦うその高いエンターテイメント性が人気の理由である。数回のオフ以外はほぼ一年がシーズンであり、一週間に二回（水曜・土曜）開催され、一回につき3~4試合行われている。その他、タッグマッチ、リベンジ、定期/季節イベント、年末のエリザベスマッチなども行われており、一年を通して観客・視聴者を飽きさせない。テレビ放送もされ、高い視聴率を誇る。
バトルドレス
アイドライジングにおけるコスチュームであり、試合時の攻撃手段でもある。可愛らしい外見とは裏腹に、各企業が技術力を注いで搭載した機能が秘められている。このバトルドレスには高い宣伝効果もあり、各企業の個性を生かした特性が付与される。それらを活かした頭脳プレーも、アイドライジングの魅力を形成している。
アクセルスマッシュ
バトルドレスを用いた必殺技。これを相手に決めることで、アイドライジングにおける勝利を手にすることができる。一試合につき三回までしか発動することができない。
特性
バトルドレスに備わっている、必殺技とは別の特殊技。試合の状況を一変させる効果を持つ。基本的に一試合に発動できる回数に制限はないが、トリックアーツは例外で一度しか使えない。
オペラ・オービット
アイドライジングにおける、現役四強。現在はマツリザキ・エリー、ムラサメ・キジョウ、ウルシダニ・ユカリ、タキ・ユウエンの四名。高い実力と人気を兼ね備え、彼女らの一挙手一投足がアイドライジング及び周辺の経済活動にまで強い影響力を誇る。
シブースト・エアライン
アイドライジングにおける中堅クラス。現在はホダ・ミハル、レンドウ・ツバキ、ユウゼンジ・アレコ、ユウゼンジ・ナギコの名前が挙がっている。
ビスケット・アベニュー
アイドライジングにおける下級クラス。新人アイドルやシブースト・エアラインに上がれないアイドルが所属する。現在はアイザワ・モモ、ハセガワ・オリン、ミジョウ・レンゲの名前が挙がっている。
ベビーフェイス/ヒール
アイドライジングにおけるアイドルのキャラ付け。前者は正義、後者は悪という位置づけ。ベビーフェイスは現在アイザワ・モモ、マツリザキ・エリー、ヒールはハセガワ・オリン、タキ・ユウエン、ウルシダニ・ユカリ、ユウゼンジ姉妹となっている。
海上都市ニライカナイ
人口百万人ほどの、東京湾上に造成された人工島。白銀比の長方形を二つ並べ、それを大きな橋で繋ぐ形をしている。島の一つは都市エリア、もうひとつは住居エリアとして分けられており、二つを繋ぐ「綾時橋」には桐浜電鉄のリニアシャトルも走っている。アイドライジングの舞台であり、アイドライジングによる観光産業は、ニライカナイの経済を支える大きな柱となっている。
マイスターズ
かつてニライカナイにおいて画期的な技術を次々と開発し、それをアイドライジングという形に纏め上げ、現在のニライカナイ発展の礎を築いたという、伝説の技術者集団。彼らが作り上げたもののひとつに、エリーのバトルドレス“享楽天”がある。

## 既刊一覧

### 小説
- 広沢サカキ（著）・CUTEG（イラスト） 『アイドライジング!』 アスキー・メディアワークス〈電撃文庫〉、全4巻
  1. 2011年2月10日発売[6]、ISBN 978-4-04-870239-3
  2. 2011年6月10日発売[7]、ISBN 978-4-04-870555-4
  3. 2011年10月10日発売[8]、ISBN 978-4-04-870965-1
  4. 2012年3月10日発売[9]、ISBN 978-4-04-886393-3

### 漫画
- 広沢サカキ（原作）・CUTEG（キャラクターデザイン）・藤島真ノ介（作画） 『アイドライジング!』 アスキー・メディアワークス→KADOKAWA〈電撃コミックスNEXT〉、全3巻
  1. 2013年5月27日発売[10]、ISBN 978-4-04-891625-7
  2. 2014年7月10日発売[11]、ISBN 978-4-04-866232-1
  3. 2014年9月10日発売[12]、ISBN 978-4-04-866891-0

- 広沢サカキ（原作）・CUTEG（キャラクターデザイン）・風華チルヲ（作画） 『アイドライジング! 外伝 オリンライジング!』 アスキー・メディアワークス→KADOKAWA〈電撃コミックスNEXT〉、全3巻
  1. 2013年5月27日発売[13]、ISBN 978-4-04-891626-4
  2. 2014年7月10日発売[14]、ISBN 978-4-04-866233-8
  3. 2014年9月10日発売[15]、ISBN 978-4-04-866889-7